# Henry Bailey
Henry Bailey   (comtat de Colleton, 24 d'abril de 1893 - Walterboro, 1 de novembre de 1972) va ser un tirador estatunidenc que va competir durant la dècada de 1920.
El 1924 va prendre part en els Jocs Olímpics de París, on guanyà la medalla d'or en la prova de pistola lliure, 25 metres del programa de tir.